# یوجیرو هاراگوچی
یوجیرو هاراگوچی (انگلیسی: Yujiro Haraguchi؛ زادهٔ ۳۰ سپتامبر ۱۹۹۲) بازیکن فوتبال اهل ژاپن است.